# Guido Masetti
Guido Masetti (* 22. November 1907 in Verona; † 27. November 1993 in Rom) war ein italienischer Fußballspieler. Er gilt als einer der besten Torhüter der 1930er Jahre und wurde 1934 und 1938 mit Italien Weltmeister.

## Spielerkarriere

### Im Verein
Guido Masetti begann seine Karriere beim Verein seiner Heimatstadt, Hellas Verona. Zuerst spielte er im Mittelfeld, schließlich wurde er Torwart.
Im Jahr 1930 wechselte Masetti zum AS Rom, wo er bis zu seinem Karriereende im Jahr 1943 spielte. Sein Serie-A-Debüt gab der Italiener am 28. September 1930 beim 1:1 im Auswärtsspiel beim FC Modena. In der Saison 1940/41 wurde über einen Wechsel Masettis zu Calcio Padova spekuliert, weshalb er die Hälfte der Saison auf die Ersatzbank verbannt wurde. Seine Mannschaft konnte sich daraufhin ohne den Rückhalt im Tor nur knapp vor dem Abstieg retten. In der Saison 1941/42 war Guido Masetti wieder Stammspieler und gewann mit der Roma unter Alfréd Schaffer die italienische Meisterschaft. Insgesamt absolvierte Guido Masetti 339 Serie-A-Partien für die Gialloross.

### In der Nationalmannschaft
Masetti absolvierte nur zwei Länderspiele für Italien, am 5. April 1936 und am 12. November 1939 jeweils gegen die Schweiz. Dennoch konnte er 1934 in Italien und 1938 in Frankreich unter Trainer Vittorio Pozzo den Gewinn der Weltmeisterschaft feiern. Er war dabei jeweils Ersatztorhüter hinter Gianpiero Combi und Aldo Olivieri. Nach dem Tod von Felice Borel im Januar 1993 war er der letzte noch lebende Weltmeister von 1934.

## Trainerkarriere
Guido Masettis Trainerkarriere war nicht so erfolgreich wie die als Spieler. Zuerst arbeitete 1943 als Spielertrainer beim AS Rom und betreute die Mannschaft während des Zweiten Weltkrieges, dabei konnte er die Römische Meisterschaft gewinnen. Danach agierte er in gleicher Rolle bei der AS Gubbio 1910. Später kehrte Guido Masetti noch einige Male Interims-Trainer auf die Trainerbank der Roma zurück.

## Erfolge
- Weltmeister: 1934, 1938
- Italienischer Meister: 1941/42